# Časopis pro moderní filologii
Časopis pro moderní filologii (anglicky Journal for Modern Philology) je český jazykovědný časopis vydávaný od roku 1911. V současnosti vychází dvakrát ročně (v roce 2018 vyšel 100. ročník). Od roku 2013 je vydavatelem Vydavatelství Filozofické fakulty UK.
Vedoucím redaktorem časopisu je Petr Čermák (jeho zástupce Aleš Klégr).

## Historie a vydávání
Časopis byl založen v r. 1911 Klubem moderních filologů (pozdějším Kruhem moderních filologů), který ho vydával do roku 1951. V období 1926–1935 sloužil jako hlavní publikační fórum Pražského lingvistického kroužku. V roce 1951 byl začleněn mezi časopisy ČSAV, od 60. let sloučen s časopisem Philologica Pragensia. Znovu se osamostatnil v roce 1991 a v roce 2013  přešel pod FF UK.  Přehled historie viz Petr Čermák, 100 let Časopisu pro moderní filologii (ČMF 1/2011). 
Jako všechny časopisy z produkce Vydavatelství Filozofické fakulty Univerzity Karlovy vychází i Časopis pro moderní filologii od roku 2015 zcela v režimu Open Access a jeho digitální podoba je tedy čtenářům volně dostupná z webových stránek.